# 奥兰多桑福德国际机场
奥兰多桑福德国际机场（英語：Orlando Sanford International Airport）是美国佛罗里达州桑福德的国际机场，也兼为同州的奥兰多服务。

## 设施
奥兰多桑福德国际机场占地2,010英畝（813公頃），并建有四条跑道：
- 跑道9L/27R: 9,600 x 150 英尺. (2,926 x 46米), 表面: 沥青
- 跑道9C/27C: 3,578 x 75 英尺. (1,091 x 23米), 表面: 沥青
- 跑道9R/27L: 6,647 x 75 英尺. (2,026 x 23米), 表面: 沥青
- 跑道18/36: 6,002 x 150 英尺. (1,829 x 46米), 表面: 沥青/混凝土